# Сент-Джонс-вуд (станція метро)

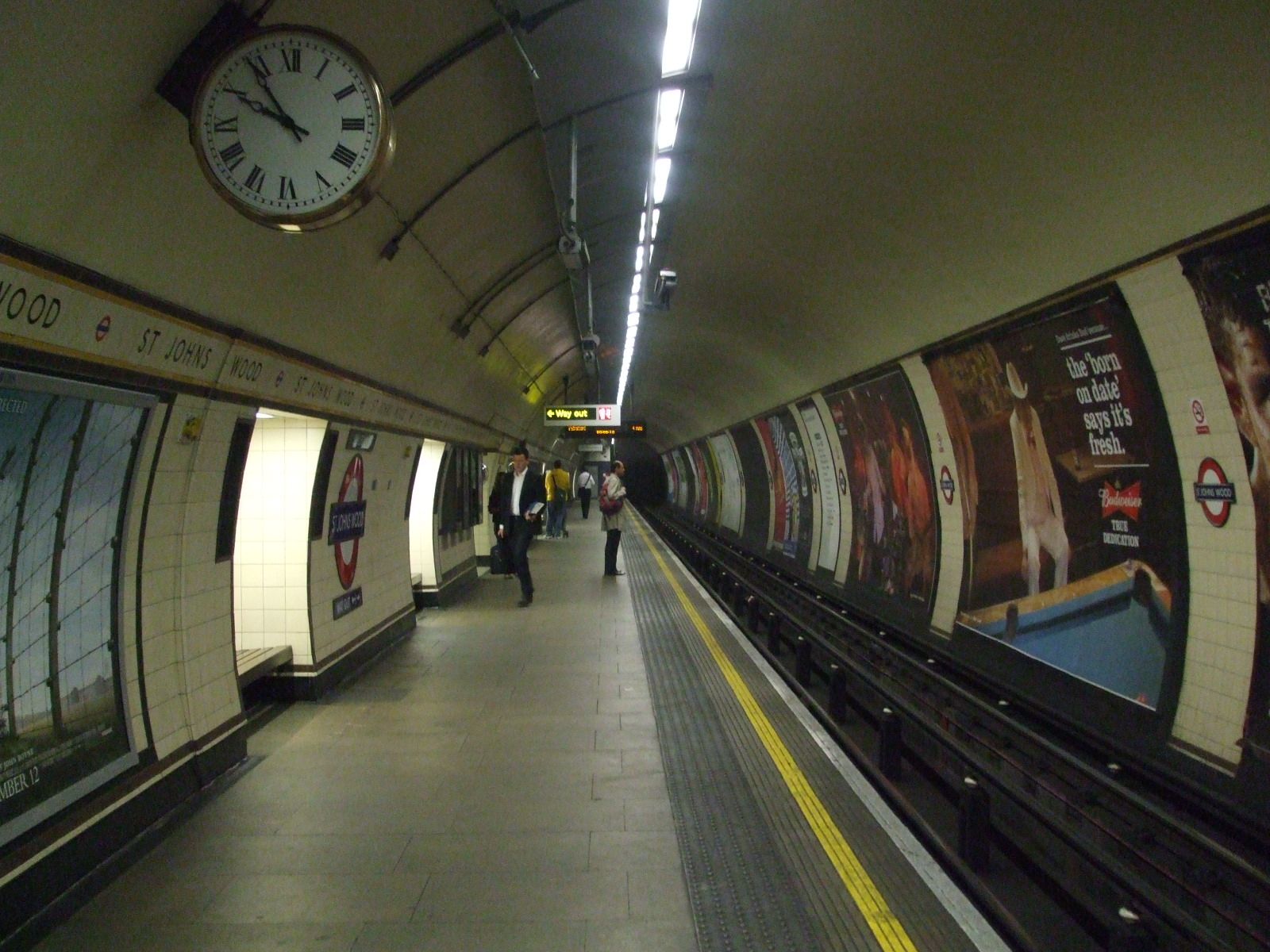
Платформа метростанції Сент-Джонс-вуд

51°32′05″ пн. ш. 0°10′27″ зх. д. / 51.534722° пн. ш. 0.174167° зх. д.
Сент-Джонс-вуд (англ. St. John's Wood) — станція Лондонського метро, у Сент-Джонс-вуд, боро Вестмінстер, Лондон, на лінії Джубилі між станціями Свісс-коттедж та Бейкер-стріт. Станція розташована у 2-й тарифній зоні. Пасажирообіг на 2017 рік — 7,79 млн осіб.

## Історія
- 20 листопада 1939: відкриття станції у складі лінії Метрополітен пізніше передано лінії Бейкерлоо.
- 1 травня 1979: закриття трафіку Бейкерлоо, відкриття Джубилі.

## Пересадки
- на автобуси оператора London Buses маршрутів: 13, 46, 113, 187, 139, 189 та нічний маршрут N113[4], а також автобуси номерів 712, 755, 757, 758, 768, 771, 772, 797, A6.